# باسكال ليسوبا
باسكال ليسوبا (بالفرنسية: Pascal Lissouba)ء (1931 – 2020)، هو سياسي، وبروفيسور (أستاذ جامعي) من جمهورية الكونغو. شغل منصب رئيس جمهورية الكونغو من 31 أغسطس 1992 – 25 أكتوبر 1997.

## روابط خارجية
- باسكال ليسوبا على موقع الموسوعة البريطانية (الإنجليزية)
- باسكال ليسوبا على موقع مونزينجر (الألمانية)